# Facundo Ferreyra
Facundo Ferreyra (Lomas de Zamora, 14 de março de 1991) é um futebolista argentino que joga como atacante no Tigre.

## Carreira

### Origens
Facundo Ferreyra iniciou sua carreira profissional no Banfield, em 2008, chamando a atenção de grandes clubes como o River Plate e o San Lorenzo. Foi Campeão Argentino em 2009.

### Vélez Sársfield
Em 2012, foi para o Vélez Sársfield, clube pelo qual foi Campeão Argentino e artilheiro nesse mesmo ano, com 13 gols marcados. No Vélez conquistou também a Super Final 2012-13.

### Shakhtar Donetsk
No dia 10 de julho de 2013, foi oficializada a ida de Chucky Ferreyra ao Shakhtar Donetsk.

### Sport Lisboa e Benfica
No dia 06 de Junho de 2018, foi oficializada a sua contratação pelo Sport Lisboa e Benfica.

### Seleção Argentina
Em 2011, Ferreyra foi convocado para a Seleção Argentina Sub-20 que disputou o Campeonato Sul-Americano Sub-20 desse mesmo ano. A equipe terminou a competição em 3º lugar e Ferreyra foi o vice-artilheiro com 4 gols.

## Títulos
Banfield
- Campeonato Argentino: 2009 (Torneo Apertura)

Vélez Sársfield
- Campeonato Argentino: 2012 (Torneo Inicial)
- Super Final 2012-13

Shakhtar Donetsk
- Campeonato Ucraniano: 2013-14, 2016-17, 2017-18
- Copa da Ucrânia: 2016-17, 2017-18

## Artilharias
Vélez Sársfield
- Campeonato Argentino: 13 gols - 2012 (Torneo Inicial)